# Meroles knoxii
Meroles knoxii es una especie de lagarto del género Meroles, familia Lacertidae, orden Squamata. Fue descrita científicamente por Milne-Edwards en 1829.

## Descripción
La longitud hocico-respiradero es de 15-20 centímetros.

## Distribución
Se distribuye por Namibia y Sudáfrica.